# کوه سیدلی
کوه سیدلی (به انگلیسی: Mount Sidley) واقع در سرزمین ماری برد در جنوبگان، بلندترین آتشفشان این قاره و هفتمین کوه در فهرست هفت قله آتشفشانی است.

## مشخصات
کوه سیدلی با ارتفاع تقریبی ۴٬۱۸۱ تا ۴٬۲۸۵ متر آتشفشانی سپری و احتمالاً خاموش با دامنه‌های شیبدار در غرب جنوبگان است که کالدرای ۵ کیلومتری قلهٔ آن بر اثر وقوع فورانی انفجاری در حدود ۴٬۷ میلیون سال پیش خرد شده‌است. این انفجار، بیشتر بخش جنوبی دیواره را از بین برده و حوضه‌ای را تشکیل داده است که در بخش جنوبیش گشوده است و آن را آمفی‌تئاتر وایس نام‌گذاری کرده‌اند.

## تاریخچه اکتشاف و نامگذاری
در تاریخ ۱۸ نوامبر ۱۹۳۴، دریابان ریچارد ای. برد که در حال پروازی اکنشافی بر فراز جنوبگان بود موفق به کشف کوهی شد که او آن را به افتخار میبل سیدلی، دختر ویلیام هورلیک کارخانه‌دار که از حامیان برد در دومین سفر اکتشافی او به جنوبگان بود کوه سیدلی نام‌گذاری کرد.

## صعود
کوه سیدلی نخستین بار در سال ۱۹۹۰ توسط بیل اتکینسون نیوزیلندی صعود شد.